# David Neville (ishockeyspelare)
David John "Dave" Neville, född 2 maj 1908 i Hamilton i Ontario, död 14 oktober 1991, var en kanadensisk ishockeyspelare.
Neville blev olympisk silvermedaljör i ishockey vid vinterspelen 1936 i Garmisch-Partenkirchen.